# Baltic Business Forum

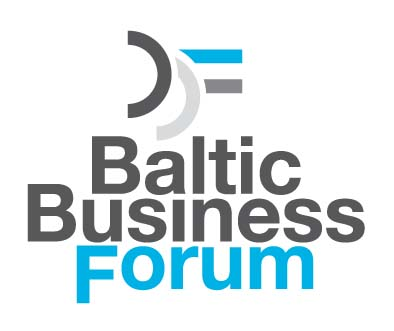

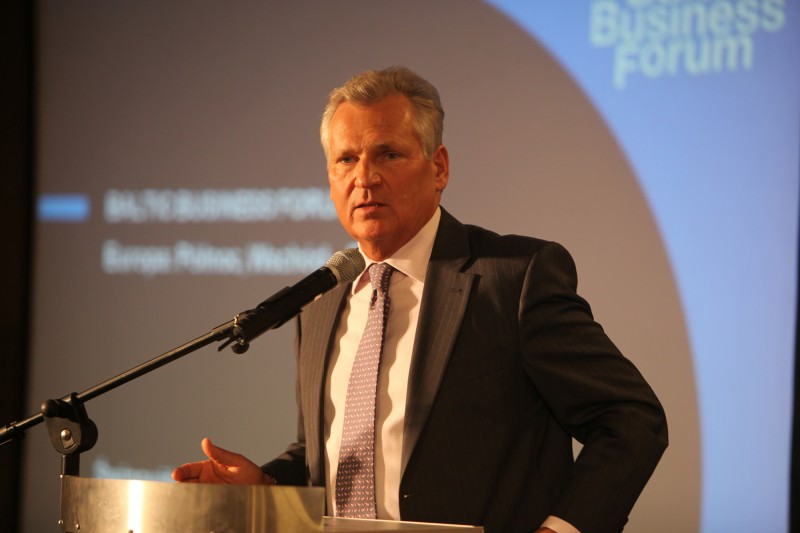
Przewodniczący Rady Strategii Forum Aleksander Kwaśniewski

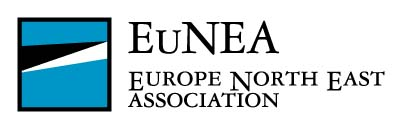
Logo Stowarzyszenia EuNEA

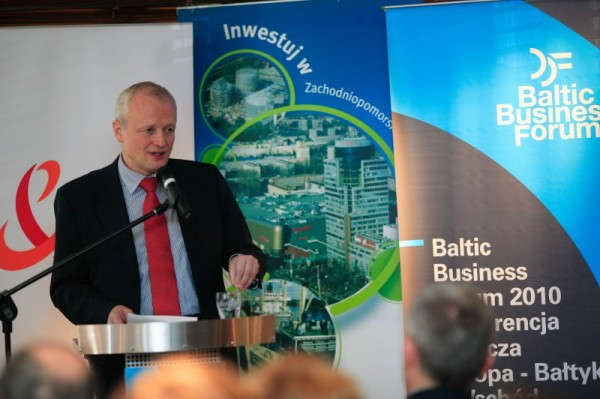
Prezes stowarzyszenia EuNEA Jacek Piechota

Baltic Business Forum – odbywające się od 2009 międzynarodowe forum gospodarcze, będące corocznym miejscem spotkań przedstawicieli świata biznesu i polityki z obszaru państw Europy Zachodniej, Środkowo-Wschodniej i Azji. Pomysłodawcą oraz organizatorem pierwszej edycji Forum była Polsko-Ukraińska Izba Gospodarcza. Następne edycje organizowane były przez stowarzyszenie Europe North East Association (dawniej Baltic Business Forum). Główny trzon uczestników i prelegentów Forum stanowią przedsiębiorcy z krajów Europy Środkowo- Wschodniej i Azji. 

## Główne cele programowe BBF
- promocja programu Partnerstwo Wschodnie,
- rozwój współpracy regionalnej pomiędzy krajami Europy Północnej, Środkowo-Wschodniej i Azji,
- stworzenie atrakcyjnej oferty regionów Europy Środkowo-Wschodniej w celu zwiększenia rozmiarów inwestycji na tym obszarze,
- budowa i zacieśnianie więzi Polski z sąsiadami z krajów Europy Środkowo-Wschodniej, poprzez wymianę bieżących informacji w zakresie zagadnień ekonomicznych, prawnych i administracyjnych,
- wspieranie działań przedsiębiorców i rozwoju społeczno-gospodarczego w aspekcie międzynarodowym.